# The Wind That Shakes the Barley (chanson)
Pour les articles homonymes, voir The Wind That Shakes the Barley.

The Wind That Shakes the Barley (Le vent qui secoue l'orge) est une ballade irlandaise écrite par Robert Dwyer Joyce (1836-1883), un poète et professeur de littérature anglaise, né à Limerick. Son titre a été emprunté pour le film de Ken Loach qui a remporté la Palme d'or au Festival de Cannes 2006 (Titre français :  Le vent se lève).

## Contexte
La chanson parle d'un jeune rebelle de Wexford qui est sur le point de sacrifier sa relation avec son amour de toujours et plonger dans le courant de violence lié à la Rébellion de 1798 en Irlande.
La référence à l'orge dans la chanson provient du fait que les rebelles irlandais emportaient souvent de l'orge dans leurs poches comme provisions lorsqu'ils marchaient. Cela a donné naissance au phénomène post-rébellion de la poussée d'orge, marquant ainsi les "Croppy-holes", multitude de tombes sans nom dans lesquelles étaient jetés les rebelles massacrés, et symbolisant la nature régénératrice de la résistance irlandaise au pouvoir britannique.

## Paroles
| I sat within the valley green, I sat me with my true love               | Je me tenais assis dans la vallée verdoyante, assis avec mon amour vrai                                                  |
| My sad heart strove the two between, the old love and the new love      | Et deux amours déchiraient mon cœur triste, l'ancien amour et le nouveau                                                 |
| The old for her, the new that made me think on Ireland dearly           | L'ancien pour elle, et le nouveau, qui mettait l'Irlande au cœur de mes tendres pensées                                  |
| While soft the wind blew down the glen and shook the golden barley      | Tandis que doucement, le vent soufflait dans la vallée et secouait l'orge doré                                           |
|                                                                         | |
| 'Twas hard the woeful words to frame to break the ties that bound us    | Il fut difficile de formuler les mots douloureux pour briser les liens qui nous unissaient                               |
| But harder still to bear the shame of foreign chains around us          | Mais plus difficile encore de supporter la honte des chaînes étrangères qui nous enserraient                             |
| And so I said, "The mountain glen I'll seek at morning early            | Alors j'ai dit : "Dès l'aube, je gagnerai la vallée montagneuse                                                          |
| And join the bold united men," while soft winds shake the barley        | Et rejoindrai les vaillants hommes unis", tandis que des vents légers secouent l'orge                                    |
|                                                                         | |
| While sad I kissed away her tears, my fond arms round her flicking      | Alors que, triste, j'embrassais pour arrêter ses larmes, et que mes bras affectueux l'enlacaient en tremblant            |
| When the foeman's shot burst on our ears from out the wildwood ringing  | L'explosion des rafales ennemies siffla à nos oreilles depuis les bois                                                   |
| A bullet pierced my true love's side in life's young spring so early    | Une balle transperça mon véritable amour à son côté, dans le jeune printemps de sa vie, si tôt                           |
| And on my breast in blood she died while soft winds shook the barley    | Et sur ma poitrine ensanglantée, elle mourut, tandis que des vents légers secouaient l'orge                              |
|                                                                         | |
| I bore her to some mountain stream, and many's the summer blossom       | Je l'ai portée jusqu'à un ruisseau de montagne, où se répandent les fleurs d'été                                         |
| I placed with branches soft and green about her gore-stained bosom      | J'ai placé de douces et vertes branches sur sa poitrine tachée de sang                                                   |
| I wept and kissed her clay-cold corpse then rushed o'er vale and valley | J'ai pleuré et embrassé son corps froid comme l'argile puis je me suis rué par les monts et les vaux                     |
| My vengeance on the foe to wreak while soft wind shook the barley       | Pour assouvir ma vengeance sur l'ennemi, tandis que des vents légers secouaient l'orge                                   |
|                                                                         | |
| But blood for blood without remorse I've taken at Oulart Hollow         | Mais c'est sans remors que j'ai pris sang pour sang à Oulart Hollow                                                      |
| And laid my true love's clay cold corpse where I full soon may follow   | Et j'ai couché le corps froid comme l'argile de mon véritable amour là où très bientôt je viendrai sûrement le rejoindre |
| As round her grave I wander drear, noon, night and morning early        | Tandis qu'autour de sa tombe, j'erre, morne, la nuit, à l'aube et en plein midi                                          |
| With breaking heart when e'er I hear the wind that shakes the barley.   | Et mon cœur se brise quand j'entends le bruit du vent qui secoue l'orge.                                                 |

## Interprétations
Cette chanson a été reprise par le groupe Dead Can Dance sur son album Into the Labyrinth en 1993.
Elle fut également reprise par le groupe Fire + Ice sur l'album Midnight Fires en 1995. 
Elle a également été reprise par le chanteur irlandais Declan de Barra sur son album Fragments Footprints & the Forgotten sorti en 2011. À noter que dans cette version, le quatrième couplet n'est pas interprété. 
L'artiste canadienne d'origine irlandaise, Loreena McKennitt, l'a aussi interprétée sur l'album éponyme The Wind that Shakes the Barley (2010).
Le groupe IT BITES a repris ce titre éponyme dans leur album The Tall Ship.
Le groupe américain Solas, spécialisé en musique traditionnelle irlandaise, a repris cette chanson en 1997 sur son album Sunny spells and scattered showers. Solas en livre une version dynamique avec une belle introduction métissée de rythmes berbères.